# 티베트 국민회의
티베트 국민회의(Tibetan National Congress)는 2013년 2월 13일 설립된 티베트 망명정부의 정당이다. 여당이라 할 수 있는 국민민주당에 비해 좀더 급진적인 입장을 가지고 있으며, 2016년 선거에선 루카르 잠 아촉을 시크용(총리) 후보로 밀었다.
현재 티베트 망명의회에 의석은 없다.